# Indigofera dasycephala
Indigofera dasycephala är en ärtväxtart som beskrevs av Baker f. Indigofera dasycephala ingår i släktet indigosläktet, och familjen ärtväxter. Inga underarter finns listade i Catalogue of Life.